# West Bay (zatoka Bras d’Or Lake)
West Bay – zatoka (ang. bay) jeziora Bras d’Or Lake w kanadyjskiej prowincji Nowa Szkocja, w hrabstwach Inverness i Richmond; nazwa urzędowo zatwierdzona 3 maja 1951 (potwierdzona 2 listopada 1952).